# Els mistos
Els mistos (en anglès, Match Cover) és una escultura de grans dimensions feta per Claes Oldenburg i Coosje van Bruggen el 1987 i que actualment es troba a la cruïlla de l'Avinguda Cardenal Vidal i Barraquer / carrer del Pare Mariana, al barceloní Parc de la Vall d'Hebron, al districte d'Horta-Guinardó.

## Descripció
L'escultura representa una capsa de mistos caiguda a terra, que en conté cinc que apunten cap amunt, un dels quals està encès. Al voltant de la capsa hi ha quatre mistos més escampats en diversos punts, que ja han estat utilitzats. Estan pintats en colors vius, negre, groc, vermell i blau. L'escultura reposa sobre una base de formigó i, a més del depurat treball de cada peça, destaca per la seva reeixida integració a l'entorn. Les mesures són 20,73 x 10,06 x 13,21 metres. Els materials són acer i fibra de vidre. Es va inaugurar el gener de 1992, amb motiu de la celebració dels Jocs Olímpics a Barcelona.
És una obra de l'escultor i dissenyador pop nord-americà Claes Oldenburg i de la crítica d'art i restauradora Coosje van Bruggen. El 1987 van rebre l'encàrrec de realitzar una escultura per a l'àrea Olímpica de la Vall d'Hebrón de la ciutat de Barcelona, i van dissenyar aquest grup escultòric gegant, que parteix d'objectes quotidians i petits, reproduïts a gran escala. Aquest objecte sobredimensionat és una sacralització d'un objecte banal i quotidià, freqüent en l'obra de l'artista i en el Pop Art nord-americà. Les obres monumentals de Claes Oldenburg es caracteritzen per aquesta transgressió de les mides i dels materials dels objectes que representa i reflecteix la concepció de l'artista.